# Wittur

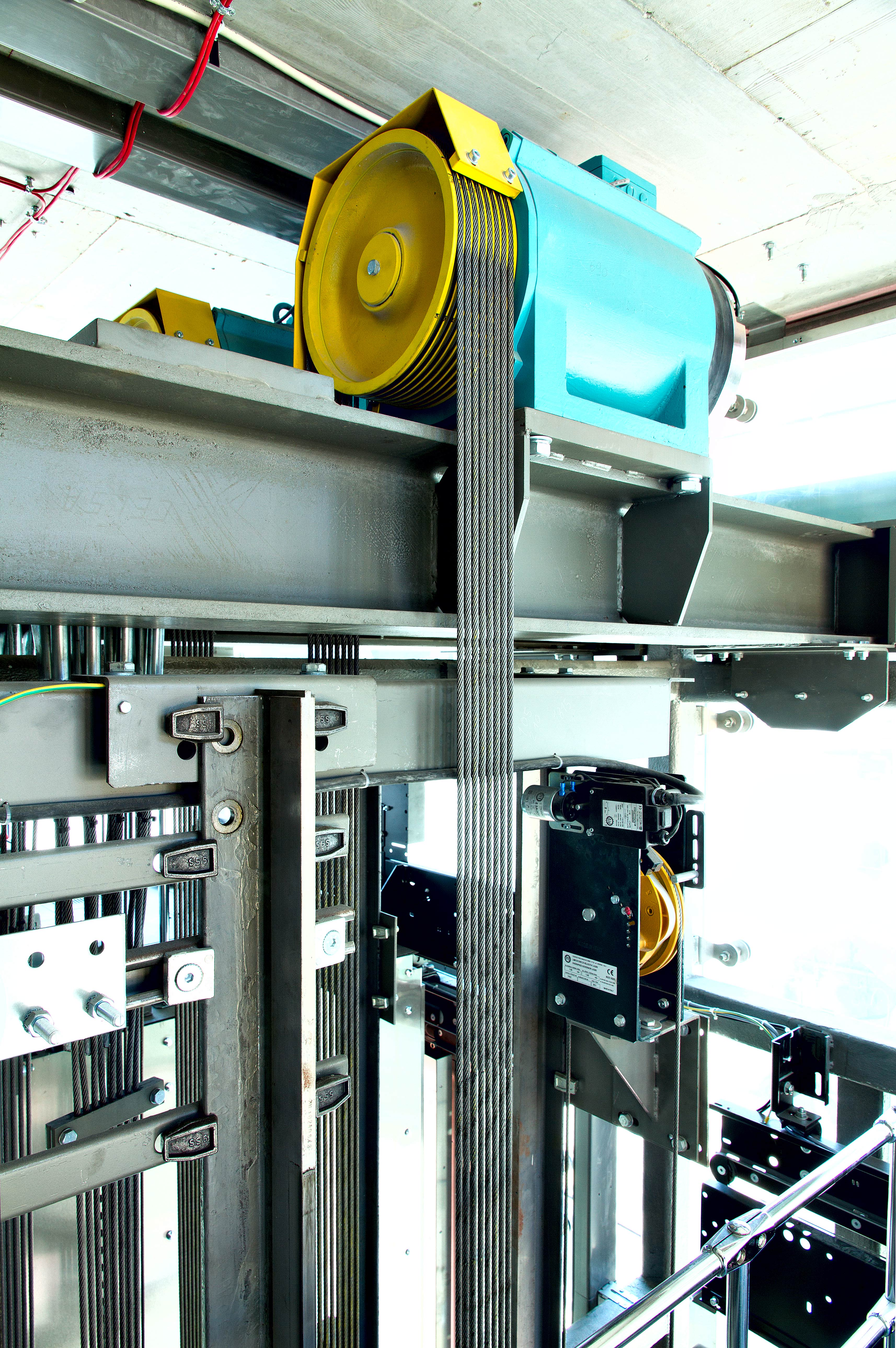
Getriebeloser Antrieb in einem Wittur MRL W-Line Aufzug

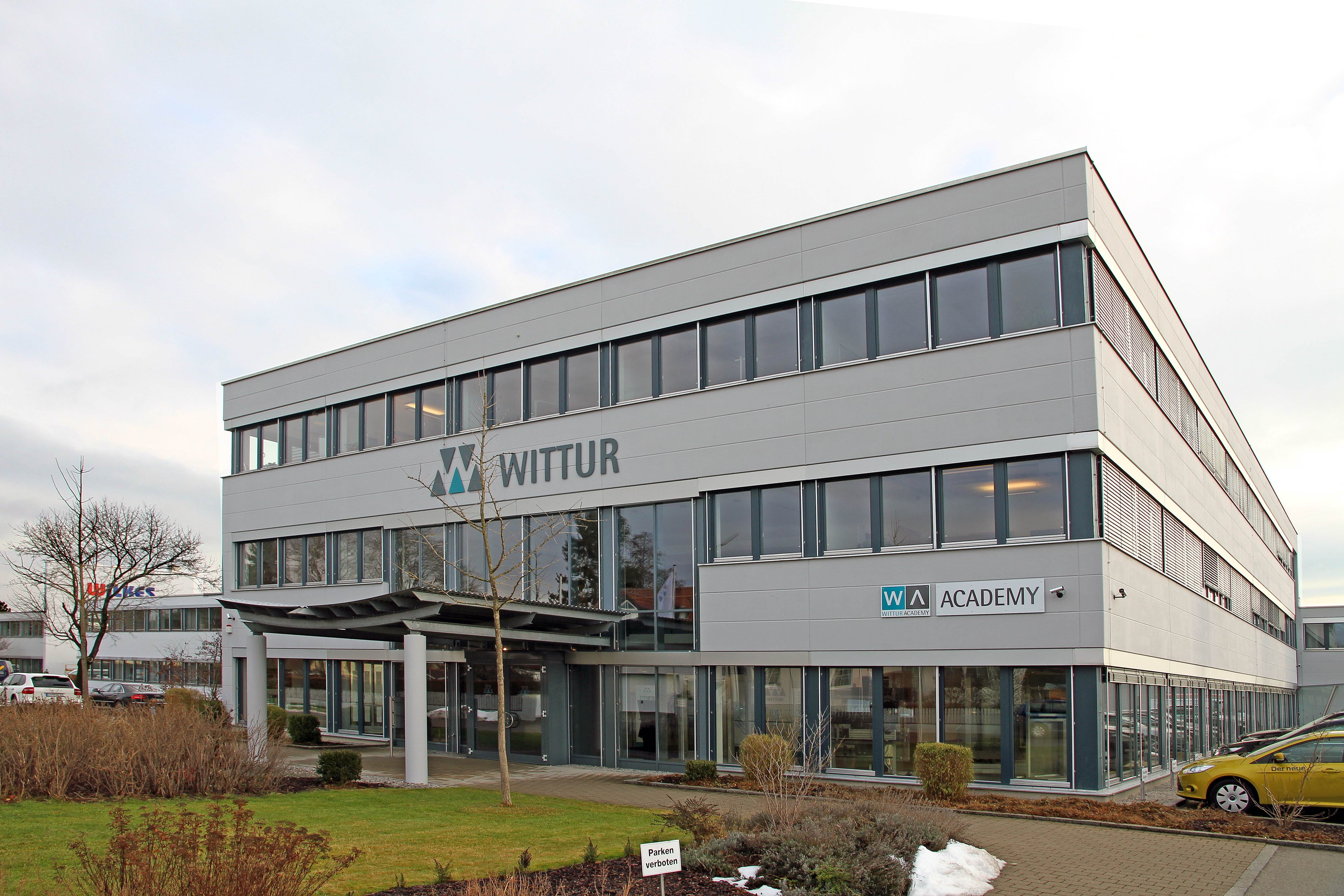
Der Hauptsitz von Wittur befindet sich in Sulzemoos - Wiedenzhausen, zwischen München und Augsburg.

Die Wittur Gruppe, mit der operativen Muttergesellschaft Wittur Holding GmbH, ist ein weltweit führender Hersteller und Zulieferer von Komponenten für den Aufzugsbau. Gegründet im Jahr 1968, ist der Konzern heute mit Tochterunternehmen und Zweigniederlassungen in Europa, Asien und Südamerika vertreten. Unternehmenssitz ist Sulzemoos - Wiedenzhausen, Deutschland, das zwischen München und Augsburg liegt.

## Geschichte
1968 wurde die Wittur Aufzugteile GmbH & Co. von dem damals 26-jährigen Horst Wittur gegründet. Zunächst konzentrierte sich das Unternehmen auf die Produktion von Aufzugsschachttüren und den Handel mit Aufzugskomponenten. Vor allem im Zuge von Unternehmenskäufen und -eingliederungen wurden die zunächst nur gehandelten Komponenten selbst produziert.
Schon früh wurden Tochterunternehmen im europäischen Ausland gegründet. So wurden 1977 mit dem Unternehmen Selcom S.p.A. (heute Wittur S.p.A.) ein Produktionsstandort in Colorno, Italien, und 1980 mit dem Unternehmen Selcom Aragon (heute Wittur Elevator Components S.A.U.) ein Produktionsstandort in Saragossa, Spanien, gegründet. Parallel wurden in verschiedenen Ländern, wie den Niederlanden, Frankreich, Australien und Hongkong, schrittweise Vertriebsgesellschaften gegründet oder es wurden Beteiligungen erworben.
Im Jahr 1995 gründete Wittur mit der Suzhou Selcom (heute Wittur Elevator Components (Suzhou)) die erste Tochtergesellschaft im asiatischen Raum. Das im chinesischen Suzhou gelegene Werk wurde im Laufe der Jahre stetig vergrößert. Inzwischen werden dort pro Jahr mehr als 650.000 Aufzugstüren hergestellt (2013). Auf dem südamerikanischen Kontinent konnte im Jahr 2000 mit der Übernahme der SOIMET (heute Wittur S.A.) in Argentinien und der Gründung der Wittur Ltda. in Brasilien Fuß gefasst werden. Die jüngsten Produktionsstandorterweiterungen erfolgten 2009 in Krupina, Slowakei, und 2010 in Chennai, Indien.
Im August 2015 wurde die Verschmelzung von Wittur und Sematic, einem anderen globalen Hersteller von Aufzugskomponenten, bekannt gegeben. Im Jahr 2018, dem Jahr des 50-jährigen Jubiläums, kündigt Wittur eine globale integrierte Managementsystem-Zertifizierung an, die alle Unternehmen der Wittur-Gruppe umfasst. Im Jahr 2022 wird der erste Nachhaltigkeitsbericht der Wittur-Gruppe mit den wichtigsten Zielen für 2030 veröffentlicht.

## Produkte
Wittur hat sich von einem reinen Hersteller von Aufzugstüren zu einem Unternehmen entwickelt, das alle Komponenten eines Aufzugs bis hin zum Komplettsystem produziert. Im Einzelnen sind dies:
- Aufzugstüren (Schacht- und Fahrkorbtüren)
- Aufzugsmotoren
- Sicherheitsbauteile (insbesondere Geschwindigkeitsbegrenzer und Fangvorrichtungen)
- Fahrkörbe/Kabinen
- Schachtzubehör
- Komplette Aufzugssysteme

## Forschung und Entwicklung
Die Kompetenzzentren für Forschung und Entwicklung befinden sich, nach Produkten eingeteilt, an folgenden Unternehmensstandorten:
- Türen:  Italien & China
- Aufzugsantriebe: Dresden, Deutschland
- Sicherheitsbauteile und Schachtzubehör: Scheibbs, Österreich
- Fahrkörbe/Kabinen: Istanbul, Türkei
- Komplette Aufzugssysteme: Istanbul, Türkei

Zusätzlich unterhält Wittur in jedem seiner Werke Forschungs- und Entwicklungseinrichtungen unterschiedlicher Größe, von kleineren Türtestvorrichtungen, wie in Indien, bis zu Testtürmen in Österreich und Spanien.